# Istighofen
Istighofen ist eine ehemalige Ortsgemeinde und eine Ortschaft der Gemeinde Bürglen im Bezirk Weinfelden des Kantons Thurgau in der Schweiz.
Von 1816 bis 1994 war Istighofen eine Ortsgemeinde der Munizipalgemeinde Bussnang.
Am 1. Januar 1995 fusionierte die Ortsgemeinde Istighofen zur politischen Gemeinde Bürglen.

## Geographie
Das Brückendorf Istighofen an der Thur und die Siedlung Moos liegen auf halbem Weg zwischen Konstanz und Wil (SG).

## Geschichte

Istighofen im Jahr 1962, hinter der Thur das Dorf Bürglen

Istighofen wurde 832 erstmals erwähnt als Justineshova. Im Frühmittelalter besass das Kloster St. Gallen hier Güter. Das Niedergericht Istighofen war vom Spätmittelalter bis 1798 Teil der Herrschaft Bürglen und umfasste neben Istighofen auch Unter- und Niederbuhwil, einen Teil von Moos sowie Hosenruck. Der Gerichtsammann wurde alternierend von Istighofen und Buhwil gestellt.
Kirchlich gehörte Istighofen zu Wertbühl, wohin die Katholiken noch heute kirchgenössig sind. Die Reformierten besuchten ab 1529 das Gotteshaus in Bussnang, 1865 wechselten sie zur Kirchgemeinde Bürglen.
1837 ersetzte eine Brücke die Fähre über die Thur. In Istighofen wurde Kornbau in drei Zelgen und ein wenig Rebbau betrieben, ab Mitte des 19. Jahrhunderts Vieh- und Milchwirtschaft sowie Obstbau. 1908 übernahm die Firma Jakob Schmidheiny & Co. in Heerbrugg die Ziegelei und das Backsteinwerk mit Lehmvorkommen in Istighofen und Mettlen und gliederte sie den Ostschweizer Ziegeleien ein. Ab 1941 gehörten die Werke zu den Zürcher Ziegeleien, die seit 1997 ZZ Wancor heissen und seit 1999 ein Unternehmen der Wienerberger Gruppe sind. 1989 beschäftigte der Betrieb 240 Mitarbeiter
und war 2004 mit 85 Angestellten der grösste Arbeitgeber in der Gemeinde Bürglen.

## Wappen

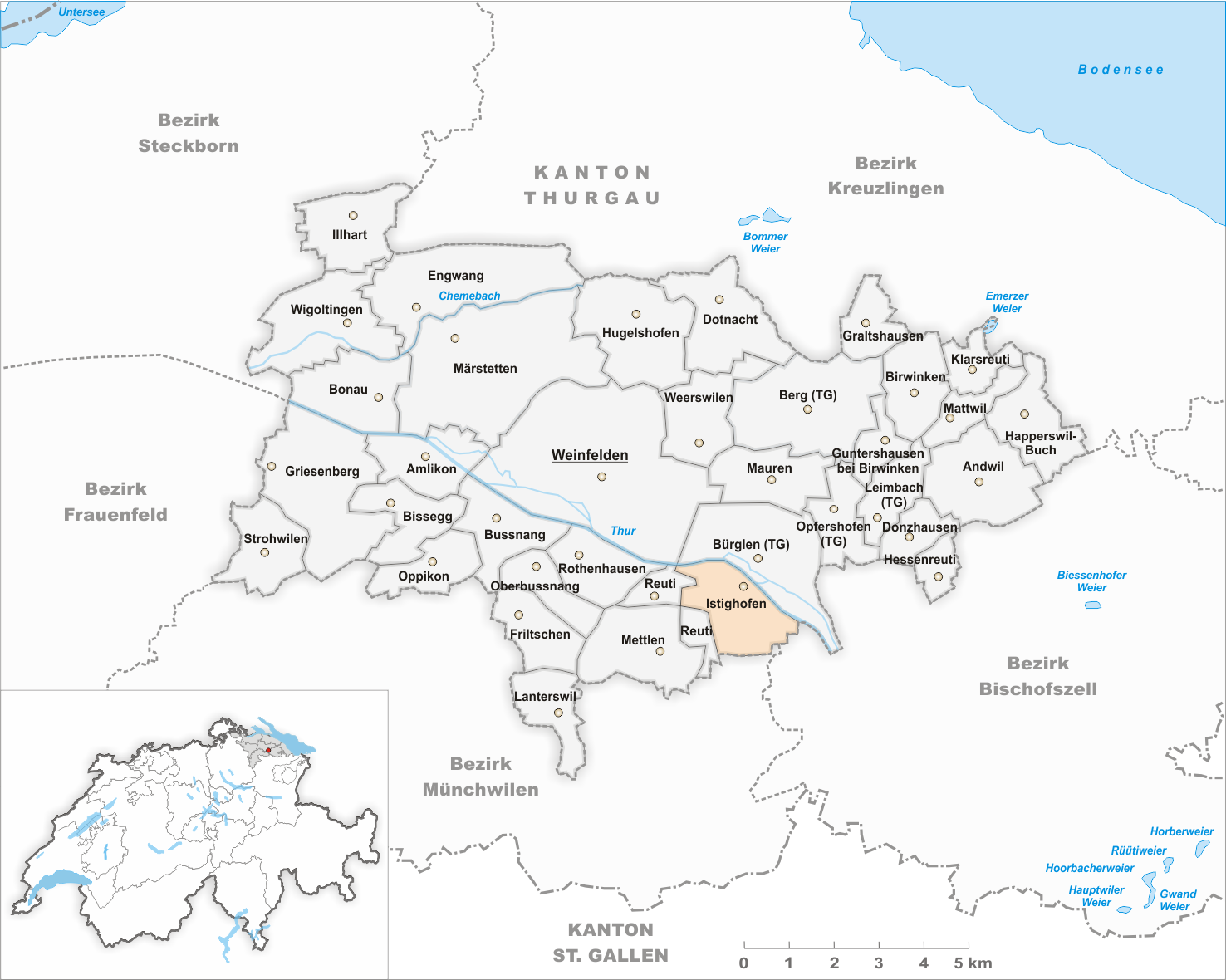
Gemeindestand vor der Fusion im Jahr 1995

Blasonierung: In Gelb ein über eine blaue Brücke schreitender blauer Bär.
Beim Istighofer Wappen handelt es sich um eine neuere Schöpfung.

## Bevölkerung
| Jahr         | 1850  | 1870  | 1900  | 1950  | 1990  | 2000  | 2010  | 2018     | 2023     |
| Ortsgemeinde | 200   | 166   | 186   | 241   | 449   |       |       |          |          |
| Ortschaft    |       |       |       |       |       | 354   | 319   | 612 Anm. | 629 Anm. |
| Quelle       | [ 2 ] | [ 2 ] | [ 2 ] | [ 2 ] | [ 2 ] | [ 6 ] | [ 7 ] | [ 3 ]    | [ 8 ]    |

Die Ortschaft Istighofen zählte im Jahr 2018 612 Einwohner. Davon gehörten 37 (u. a. in Wertbühl) zur Gemeinde Bussnang. Von den 575 Istighofnern in der Gemeinde Bürglen waren 136 bzw. 23,7 % ausländische Staatsbürger. 195 (33,9 %) waren römisch-katholisch und 185 (32,2 %) evangelisch-reformiert.
Am 31. Dezember 2023 zählte die Ortschaft Istighofen 629 Einwohner. Davon waren 189 bzw. 30,0 % ausländische Staatsbürger. 217 (34,5 %) waren römisch-katholisch und 166 (26,4 %) evangelisch-reformiert.